# Krzywie (Wola Osowińska)
Krzywie – część wsi Wola Osowińska w Polsce, położona w województwie lubelskim, w powiecie radzyńskim, w gminie Borki. Leży nad Bystrzycą przy granicy z gminą Wojcieszków.
W latach 1975–1998 Krzywie administracyjnie należało do ówczesnego województwa lubelskiego.